# Јарчина
Јарчина је систем река и канала у сремском региону, Војводина, Србија укупне дужине 53 km, који се улива у реку Саву. Систем обухвата реке Међеш-Јарчина Галовица-Прогарска Јарчина.

## Међеш
Горњи део система је природни ток реке Међеш дужине 27 km. Порекло потиче од врха Иришки венац на источним падинама Фрушке горе, на надморској висини од 480 м. Међеш тече ка југу, поред манастира Гргетег и села Шатринци, Добродол и Жарковац и прима многе мање токове који се спуштају са Фрушке горе. У селу Путинци, река се окреће лаким луком и у селу Доњи Петровци, прима реку Шеловрнац с десне стране и улази у канални део њеног протока, на надморској висини од 90 м.

## Јарчина-Галовица
У почетку се канал раздваја у два правца, канала Јарковачка Јарчина и Јарчина-Галовица. Први се протеже на запад у реку Саву у селу Јарак, источно од града Сремске Митровице. Ово се наставља на југу 4 km, поред села Попинци пре него што пређе преко Галовичког канала у селу Прхово.

## Прогарска Јарчина
Од те тачке, канал од 22 km познат је као Прогарска Јарчина. Прима реку Кривају са леве стране и села Ашања, северно од Обедске баре, канал прелази на исток и из области Војводине и улази у подручје Београда, где се улива у Сава у селу Прогар, на надморској висини од 70 м. У овом делу канал пролази кроз Подлужје на подручју Срема, поред Живачког језера и мочваре, који се користи за рибњак Бољевци. Канал такође обележава западну границу београдске Бојчинске шуме.